# Hornssjön
Hornssjön is een meer op Öland, Zweden. Het is het enige meer van betekenis op het eiland. Het meer ligt tussen de plaatsen Horn, Binnerbäck en Vedby. Het meer is slechts 0,5 m diep.